# Kanton Cluses
Kanton Cluses is een kanton van het Franse departement Haute-Savoie. Het kanton maakt deel uit van het arrondissement Bonneville.

## Gemeenten
Het kanton Cluses omvatte tot 2014 de volgende 5 gemeenten:
- Arâches-la-Frasse
- Châtillon-sur-Cluses
- Cluses (hoofdplaats)
- Magland
- Saint-Sigismond

Na de herindeling van de kantons door het decreet van 13 februari 2014, met uitwerking op 22 maart 2015 - waarbij onder andere alle gemeenten uit het opgeheven Samoëns en er werden aan toegevoegd - omvat het kanton volgende gemeenten:
- Châtillon-sur-Cluses
- Cluses
- Marnaz
- Mieussy
- Mont-Saxonnex
- Morillon
- Nancy-sur-Cluses
- Le Reposoir
- La Rivière-Enverse
- Saint-Sigismond
- Samoëns
- Scionzier
- Sixt-Fer-à-Cheval
- Taninges
- Thyez
- Verchaix